# Thamnoecha
Thamnoecha este un gen de molii din familia Sphingidae. Conține o singură specie, Thamnoecha uniformis, care este întâlnită în Himalaya.
Anvergura este de 50-54 mm la masculi și 53-66 mm la femele. Adulții zboară între lunile martie și august. 
Larvele au ca principală sursă de hrană specia Pinus roxburghii.